# 将軍 (アルバム)
『将軍』（原題：Shogun）は、アメリカ合衆国のヘヴィメタル・バンド、トリヴィアムが2008年に発表した、4作目のスタジオ・アルバム。タイトルは日本の征夷大将軍に由来している。

## 背景
マシュー・キイチ・ヒーフィーは本作及び収録曲のタイトルについて「2回目の日本ツアーの時にバス・ツアーに参加して、昔の日本の武士で最高位だった将軍の話を聞いて、何かの機会にこの本当に雄大なタイトルを使いたいと思っていた」「このレコードにはもちろん日本の歴史に影響を受けた曲名もあるけど、ギリシャやユダヤ・キリスト教から影響を受けたものもある」と語っている。バンドは2007年に40曲ほどを書き、レコーディング・セッションに入る前に15曲ほどのデモ録音を行ったという。
レコーディングはラッシュ、フー・ファイターズ、ストーン・サワーとの仕事で知られるニック・ラスクリンシスのプロデュースにより行われた。前作『ザ・クルセイド』（2006年）までの作品をプロデュースしたジェイソン・スーコフを起用しなかったことについて、ヒーフィーは「トリヴィアム、カファルナウム、ロードランナー・ユナイテッド、トリヴィアムのデモ、ゲーム『ザ・シムズ2』、それにその他もろもろを合わせれば、僕はジェイソンと15回ぐらい一緒に仕事をしてきた。僕ら両方が翼を広げて飛び立ち、それぞれの作品を仕事としてばかり考えるのではなく、逆にファンとして聴く時が来た」と語っている。ミキシングはロンドンにおいてコリン・リチャードソン（スリップノット、マシーン・ヘッド、フィア・ファクトリー等との仕事で知られる）により行われ、ジェフ・ローズとマーティン・フォードがアシスタントを務めた。ジャケットには日本語の「将軍」という文字があり、これを書いたのはバンドが行きつけとしている鮨屋のオーナーの妻である。
ボーナス・トラックの「鋼鉄の処女」は、アイアン・メイデンがアルバム『鋼鉄の処女』（1980年）で発表した曲のカヴァーで、『ケラング!』誌第1219号の付録として発表されたトリビュート・アルバム『Maiden Heaven - A Tribute To Iron Maiden』（2008年）にも収録されている。コリィ・ビューリューによれば、『ケラング!』から依頼が来た時は本作のプリ・プロダクション中だったため、やりたいと思いながらも一度断ったが、レコード・レーベルからボーナス・トラックを要求されたのに伴い「鋼鉄の処女」のカヴァーを録音して、本作にも使用したという。また、ボーナス・トラック3曲とボーナスDVDが付属したスペシャル・エディション盤もリリースされた。

## リリース
アルバムの発表に先行して、まず最初に「斬り捨て御免」が2008年7月31日に配信された。また、8月12日にリリースされたコンピュータゲーム『マッデンNFL09』のサウンドトラックに「イントゥ・ザ・マウス・オヴ・ヘル・ウィ・マーチ」が使用された。そして、9月には本作の通常盤とスペシャル・エディション盤の両方がリリースされた。

## 反響・評価
バンドの母国アメリカではBillboard 200で23位に達し、前作『ザ・クルセイド』（2006年）に続く2度目のトップ40入りを果たした。オーストラリアのARIAチャートでは初登場4位となり、同チャートで自身初のトップ10入りを果たした。
音楽評論家のEduardo Rivadaviaはオールミュージックにおいて「簡単に言えば、恐らく『将軍』はこれまでのトリヴィアムのアルバムの中でも最も挑戦的かつ野心的で、たとえヒット・シングルを生み出すような作品ではないにせよ、過度な先入観を持つメタル・ヘッズにあれこれ言わせるのをやめさせ、最終的には彼らのあり余る才能とヘヴィメタルへの愛情に対する猜疑を静めるために作られるべきであったアルバム」と評している。

## 収録曲
特記なき楽曲はトリヴィアム作。
1. 斬り捨て御免 "Kirisute Gomen" – 6:27
2. トーン・ビトウィーン・スキュラ・アンド・カリブディス "Torn Between Scylla and Charybdis" – 6:49
3. ダウン・フロム・ザ・スカイ "Down from the Sky" – 5:34
4. イントゥ・ザ・マウス・オヴ・ヘル・ウィ・マーチ "Into the Mouth of Hell We March" – 5:52
5. スロウズ・オヴ・パーディション "Throes of Perdition" – 5:54
6. インサレクション "Insurrection" – 4:57
7. ザ・カラマティ "The Calamity" – 4:58
8. ヒー・フー・スポーンド・ザ・フューリーズ "He Who Spawned the Furies" – 4:07
9. オヴ・プロメテウス・アンド・ザ・クルシフィックス "Of Prometheus and the Crucifix" – 4:40
10. ライク・カリスト・トゥ・ア・スター・イン・ヘヴン "Like Callisto to a Star in Heaven" – 5:25
11. 将軍 "Shogun" – 11:57

### 日本盤ボーナス・トラック
1. 鋼鉄の処女 "Iron Maiden" (Steve Harris) – 3:43

### スペシャル・エディション盤ボーナス・トラック
1. ポイズン、ザ・ナイフ・オア・ザ・ヌース "Poison, the Knife or the Noose" – 4:14
2. アポン・ザ・ショアーズ "Upon the Shores" – 5:21
3. 鋼鉄の処女 "Iron Maiden" (Steve Harris) – 3:43

### スペシャル・エディション盤ボーナスDVD
1. ザ・メイキング・オヴ『将軍』 "The Making of Shogun"
2. 『将軍』奏法解説 "Shogun: The Riffs"

## 参加ミュージシャン
- マシュー・キイチ・ヒーフィー - ボーカル、ギター
- コリィ・ビューリュー - ギター、バッキング・ボーカル
- パオロ・グレゴリート - ベース、バッキング・ボーカル
- トラヴィス・スミス - ドラムス、パーカッション